# Суперскрученість ДНК

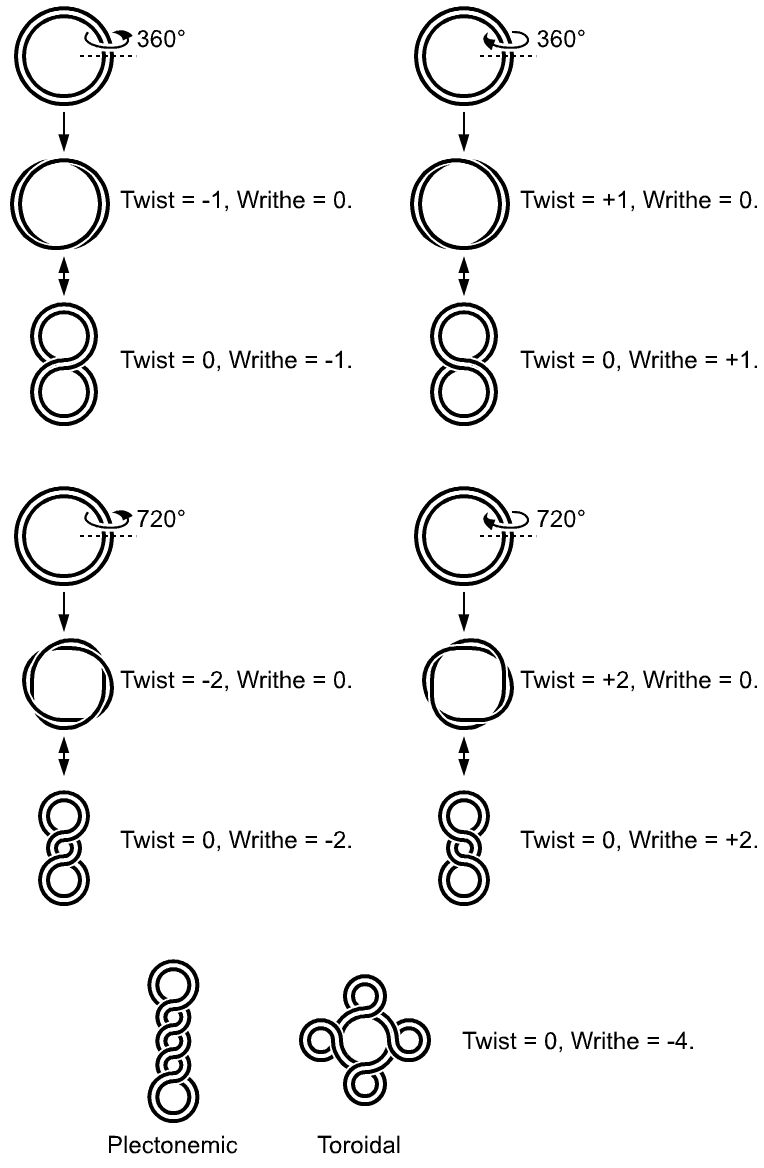
Структура кругової суперскрученої ДНК, з різною кількостю обертів ланцюжків в молекулі (Twist) і перехрещень дволанцюжкових молекул (Writhe).

Суперскрученість ДНК (суперспірілізація ДНК) — топологічна характеристика молекул ДНК. У «розслабленому» стані подвійної спіралі фрагменту ДНК, два ланцюжки, з яких він складається, обертаються навколо осі спіралі один раз на кожні 10,4 пар основ нуклеотидної послідовності ДНК. Проте, такий стан не є звичайним в живих клітинах, оскільки в процесі використання ДНК деякі ферменти додають або прибирають витки. Якщо фрагмент ДНК, кінці якого обернуті один навколо одного, замкнути у коло, а потім дозволити йому рухатися вільно, кільцева ДНК отримала би нову форму, наприклад форму цифри вісім. Така зміна форми у порівнянні із круговою і є суперскрученістю.
Форма цифри вісім є найпростішим прикладом суперскрученості, і є формою, яку кругова ДНК приймає при додаванні одного витка навколо осі спіралі. Дві частини цифри вісім можіть обертатися або за годинниковою стрілкою, або проти годинникової стрілки одна щодо другої, залежно від того, чи спіраль закручена праворуч (надлишково закручена) або ліворуч (недозакручена). При додаванні кожного додаткового оберту навколо осі спіралі, частини молекули ДНК покажуть на один оберт більше.
Із малюнка можна побачити, що існують два типи суперскрученості, які, проте, топологічно рівнозначні: обертання ланцюжків в молекулі один навколо одного (Twist) і перехрещення дволанцюжкових молекул (Writhe). Формально суперскрученість є абстрактною математичною властивістю, що являє собою суму обертів ланцюжків і перехрещень молекули:
S = T + W.
Додаткові оберти, в порівнянні із звичайним правим обертанням B-форми ДНК, приводять до позитивної суперскрученості, віднімання обертів — до негативної. Багато ферментів-топоізомераз додають або прибирають витки, чим змінюють топологію ДНК.
ДНК більшості організмів мають негативну суперскрученість. Хоча ДНК багатьох організмів лінійні, вони також негативно суперскручені, зокрема тому, що хромосоми найчастіше дуже великі і обертаються настільки повільно, що для ділянок в центрі здається, що кінці хромосом закріплені. В результаті, вони, можливо, не в змозі поширювати додаткові супервитки на всю хромосому, але центральна частина хромосом може бути так саме суперскручена, як і кругові молекули ДНК.